# SunTrust Plaza
SunTrust Plaza – wieżowiec w Atlancie, w Stanach Zjednoczonych, o wysokości 265 m. Budynek został otwarty w 1992, ma 60 kondygnacji.